# 総合大雄会病院
総合大雄会病院（そうごうだいゆうかいびょういん）は、愛知県一宮市にある社会医療法人大雄会が運営する病院である。通称「大雄会病院」。愛知県災害拠点病院に指定されている。

## 概要
愛知県の民間病院で初の「総合病院」の名称使用の許可を受けた（昭和47年）医療機関であり、臨床研修病院、救急指定医療機関、災害拠点病院の指定を受けている。
病床数は379床（うちICU8床）。HCU、高気圧酸素治療、PET、MRI、SPECT、マンモグラフィーなどの設備を有する。
近隣には、同じ社会医療法人大雄会が運営する大雄会第一病院がある。

## 診察科
- 内科
- 循環器内科
- 消化器内科
- 呼吸器内科
- 内分泌・糖尿病内科
- 血液内科
- 神経内科
- 外科
- 消化器外科
- 呼吸器外科
- 乳腺外科
- 心臓血管外科
- 脳神経外科
- 整形外科
- 泌尿器科
- 産婦人科
- 小児科
- 耳鼻咽喉科
- 眼科
- 皮膚科
- 形成外科
- リハビリテーション科
- 精神科
- 心療内科
- 救急科
- 麻酔科
- 放射線科
- 歯科
- 歯科口腔外科
- 病理診断科

## 沿革
- 1924年（大正13年）：9月、初代院長・伊藤郡二が岩田医院を開設。
- 1929年（昭和4年） ：国産第一号レントゲン「比叡号」を全国で最初に導入。
- 1947年（昭和22年）：伊藤放射線科医院に改称。
- 1952年（昭和27年）：コバルト治療の研究を開始。
- 1953年（昭和28年）：レントゲン深部治療室を新設。
- 1956年（昭和31年）：コバルトを設置し、悪性新生物の治療に威力を発揮する。
- 1966年（昭和41年）：4月、医療法人大雄会を設立。
- 1968年（昭和43年）：1月、伊藤放射線病院に改称。（病床数200床）
- 1970年（昭和45年）：7月、血液透析センターを併設。（透析器12台）
- 1971年（昭和46年）：4月、大雄会一宮高等看護学院（後の大雄会一宮看護専門学校）を開設。
- 1972年（昭和47年）：12月、愛知県の民間病院で第一号の総合病院の名称許可。
- 1974年（昭和49年）
  - 3月、大雄会一宮高等看護学院の実習施設として大雄会第一病院を開設。（病床数132床）
  - 4月、総合大雄会病院に改称。
- 1977年（昭和52年）：4月、大雄会一宮高等看護学院を大雄会一宮看護専門学校と改称。
- 1978年（昭和53年）
  - 大雄会医科学研究所（現在のDIMS医科学研究所）を開設。
  - 2月、総合大雄会病院・中館を新築。（総合大雄会病院、病床数288床となる）
- 1981年（昭和56年）：11月、総合大雄会病院の一部を改修してICU4床を付設。
- 1985年（昭和60年）
  - 7月、国内6番目の導入となった超伝導MRIを設置。
  - 10月、総合大雄会病院を改修（病床数322床に増床）
- 1986年（昭和61年）：7月、総合大雄会病院、大雄会第一病院ともに基準看護の特2類の許可を受ける。
- 1991年（平成3年） ：老人保健施設アウンを一宮市浅井町尾関に開所。
- 1992年（平成4年） ：10月、1.5T超伝導MRIを設置。
- 1993年（平成5年） ：11月、病院医療の質に関する研究会による病院サーベイを受ける。
- 1995年（平成7年） 
  - 4月、厚生省（当時）より臨床研修病院の指定を受ける。
  - 愛知県看護業務改善事業に参加する。
- 1997年（平成9年） ：10月、脳卒中センターを設置。
- 1998年（平成10年）
  - 3月、「財団法人日本医療機能評価機構」の認定を受ける。
  - 4月、厚生省（当時）より歯科医師臨床研修施設の指定を受ける。
- 2002年（平成14年）
  - 4月、核医学センターを開設。PET（ポジトロン断層法）を稼働。
  - 6月、大雄会第二医科学研究所を開設。
- 2003年（平成15年）：12月、大雄会クリニック、大雄会桜分院を開設。
- 2005年（平成17年）
  - 4月、人工関節センターを開設。
  - PET / CTを稼働。
- 2006年（平成18年）
  - 3月、大雄会桜分院を閉院。総合大雄会病院のリニューアル工事、増築が完了。
  - 64列マルチスライスCTを設置。
  - 9月、総合大雄会病院・中館を改修。
- 2007年（平成19年）
  - 2月、大雄会ルーセント クリニック開設。
  - 4月、愛知県より災害拠点病院（地域災害医療センター）の指定を受ける。
- 2009年（平成21年）：8月、市中病院では初めて（当時）となる320列CTを設置。
- 2010年（平成22年）：4月、救命救急センター開設。愛知県より災害拠点病院（地域中核災害医療センター）の指定を受ける。
- 2011年（平成23年）：3月、地域医療支援病院として指定を受ける。
- 2012年（平成24年）：4月、社会医療法人として認定を受ける。
- 2014年（平成26年）：1月、遺伝相談室を開設。
- 2016年（平成28年）
  - 1月、ミャンマー（ヤンゴン市内）にて診療を開始。
  - 6月、第二医科学研究所を大雄会医科学研究所へ名称変更。
- 2017年（平成29年）：12月、総合大雄会病院　新棟北館が竣工。（379床に増床）
- 2018年（平成30年）
  - 5月、大雄会第一病院の産科、婦人科を総合大雄会病院へ移設。
  - 6月、がん温熱療法（ハイパーサーミア）装置を設置。
  - 9月、大雄会クリニックの眼科を大雄会第一病院へ移設。

## 交通機関
- JR東海道本線 尾張一宮駅、名鉄名古屋本線・尾西線 名鉄一宮駅より徒歩で約20分。
- 名鉄バス「総合大雄会病院前」バス停下車、徒歩ですぐ。または「一宮市役所北」バス停下車、徒歩で約3分。
  - 尾張一宮駅、名鉄一宮駅からは、名鉄一宮駅バスターミナル3番のりば「宮田本郷」「川島」「山郷西（市民病院前経由）」「138タワーパーク（市民病院前経由）」行きで「一宮市役所北」バス停下車。または、4番のりば「江南駅」「江南団地」行きで「総合大雄会病院前」バス停下車。
- i-バス「羽衣」バス停下車、徒歩5分。

## 指定・認定施設など一覧
2018年（平成30年）5月現在
| - 厚生労働省：臨床研修指定病院 - 厚生労働省：歯科医師臨床研修施設 - 愛知県：地域医療支援病院 - 日本医療機能評価機構認定病院（一般病院） - 愛知県：災害拠点病院（地域中核災害医療センター） - 愛知県：救命救急センター三次指定 - 愛知県：DMAT指定医療機関 - 日本内科学会認定医制度教育施設 - 日本循環器学会認定循環器専門医研修施設 - 日本心血管インターベンション治療学会研修施設 - 日本高血圧学会専門医認定施設 - 日本消化器病学会専門医制度認定施設 - 日本消化器内視鏡学会認定指導施設 - 日本消化管学会胃腸科指導施設 - 日本内分泌学会専門医制度認定教育施設 - 日本糖尿病学会認定教育施設I - 日本呼吸器学会認定施設 - 日本血液学会認定血液研修施設 - 日本神経学会専門医制度准教育関連施設 - 日本医学放射線学会放射線科専門医修練機関 - 日本外科学会外科専門医制度修練施設 - 日本脳神経外科学会専門医研修施設 - 日本脳卒中学会認定研修教育病院 - 日本呼吸器外科学会呼吸器外科専門医制度関連施設 - 日本乳癌学会認定医・専門医制度関連施設 - 心臓血管外科専門医認定修練施設 - 日本整形外科学会専門医制度研修施設 - 日本リハビリテーション医学会研修施設 - 日本産科婦人科学会専門医制度専攻医指導施設（総合型） | - 日本女性医学学会専門医制度認定研修施設 - 日本小児科学会小児科専門医研修施設 - 日本泌尿器科学会専門医基幹教育施設 - 日本透析医学会認定医制度認定施設 - 日本耳鼻咽喉科学会専門医研修施設 - 日本眼科学会専門医制度研修施設 - 日本皮膚科学会認定専門医研修施設 - 日本形成外科学会認定施設 - 下肢静脈瘤に対する血管内焼灼術の実施基準による実施施設 - 日本老年医学会認定施設 - 日本認知症学会専門医制度教育施設 - 日本老年精神医学会専門医制度認定施設 - 日本麻酔科学会麻酔科認定病院 - 日本集中治療医学会専門医研修認定施設 - 日本救急医学会救急科専門医指定施設 - 日本病理学会研修認定施設 - 日本臨床細胞学会認定施設 - 日本口腔外科学会認定研修機関 - 日本顎関節学会認定顎関節症専門医研修施設 - 日本顎顔面インプラント学会研修施設 - 日本がん治療認定医機構認定研修施設 - 日本乳がん検診精度管理中央機構認定マンモグラフィ検診施設 - 日本ステントグラフト実施基準管理委員会腹部ステントグラフト実施施設 - 日本ステントグラフト実施基準管理委員会胸部ステントグラフト実施施設 - 浅大腿動脈ステントグラフト実施基準管理委員会浅大腿動脈ステントグラフト実施施設 - 日本栄養療法推進協議会NST稼働施設 - 日本静脈経腸栄養学会NST（栄養サポートチーム）稼働施設 - マンモグラフィ検診精度管理中央委員会マンモグラフィ検診施設 - 一般社団法人National Clinical Database（NDC）会員施設 |